# کلاینز میل (ویرجینیا)
کلاینز میل (به انگلیسی: Klines Mill) یک منطقهٔ مسکونی در ایالات متحده آمریکا است که در شهرستان فردریک، ویرجینیا واقع شده‌است.